# Landgericht Heidelberg

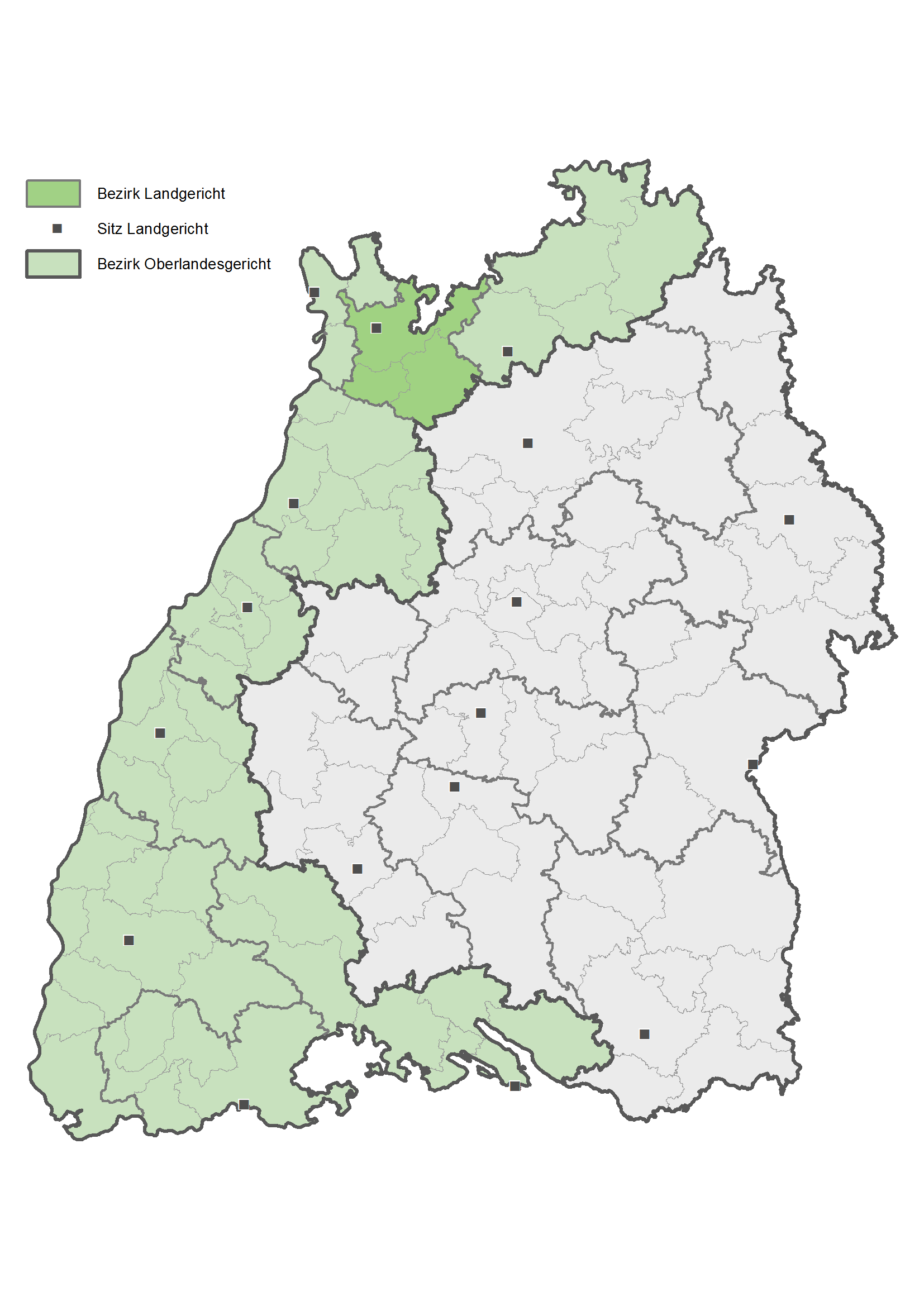
Karte des Landgerichtsbezirks Heidelberg in Baden-Württemberg

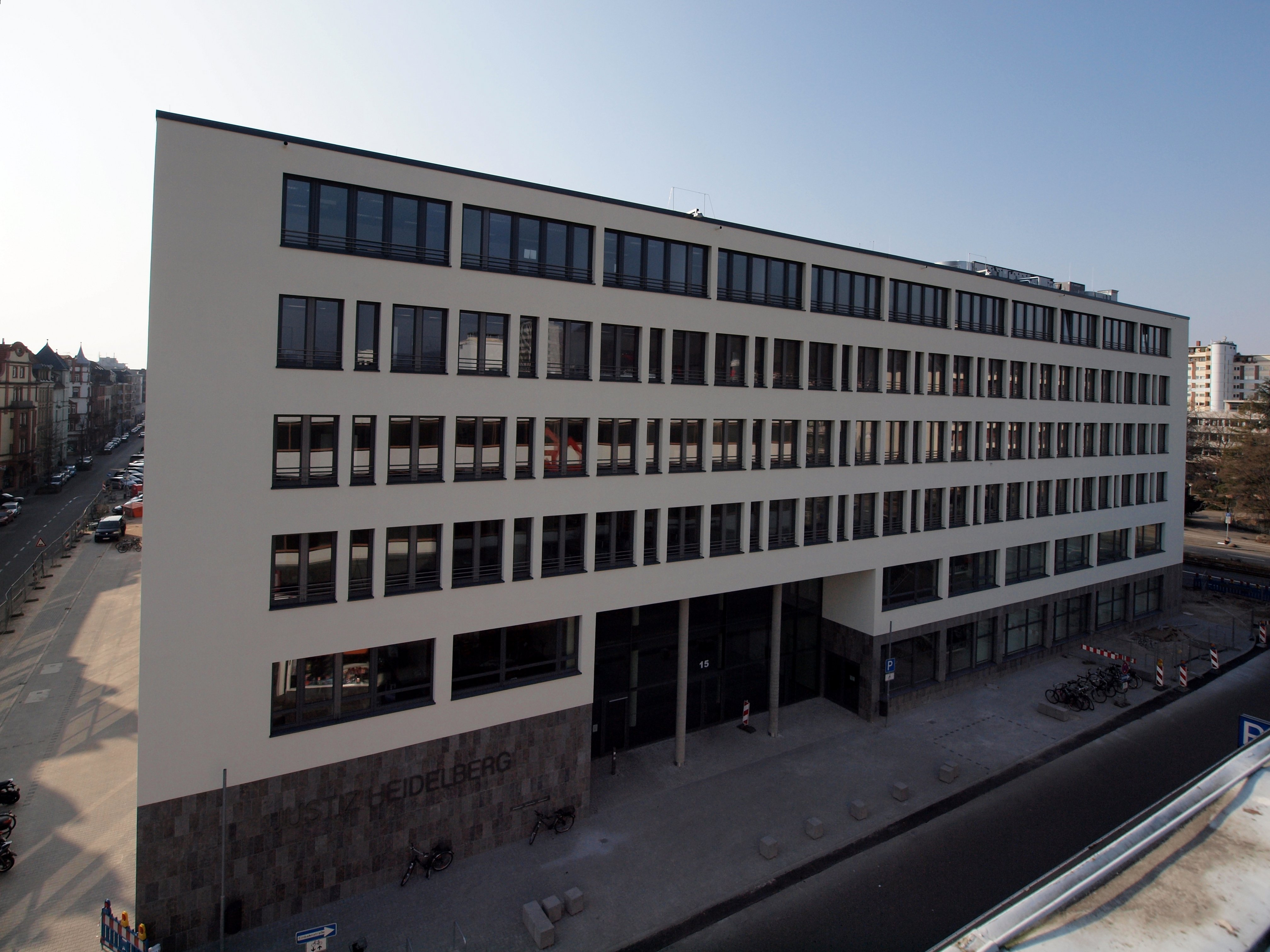
Justizzentrum Heidelberg, seit 2011 Sitz des Landgerichts

Das Landgericht Heidelberg ist ein Gericht der ordentlichen Gerichtsbarkeit in Baden-Württemberg und eines von neun Landgerichten im Bezirk des Oberlandesgerichtes Karlsruhe.

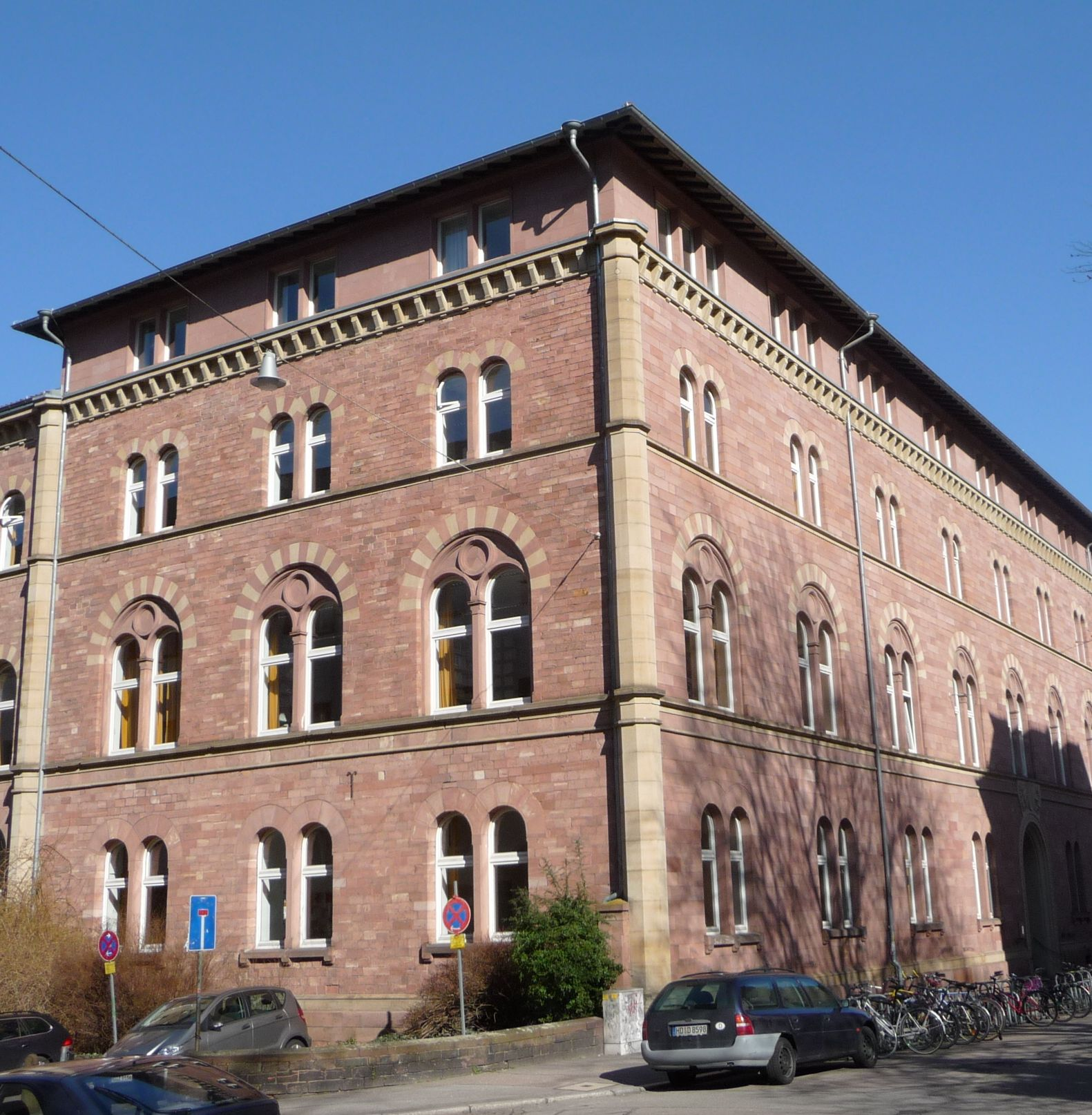
Erstes Gebäude des Landgerichts 1899–1968 (Heute Romanisches Seminar der Universität Heidelberg)

## Gerichtsbezirk und Zuständigkeit
Das Landgericht hat seinen Sitz in Heidelberg. Außer der Stadt Heidelberg gehören 37 Städte und Gemeinden des Rhein-Neckar-Kreises zum Gerichtsbezirk. 2007 lebten 458.444 Menschen in dem Bezirk.
Das Landgericht Heidelberg ist innerhalb seines Gerichtsbezirks für Zivil- und Strafsachen als erstinstanzliches Gericht wie auch als Berufungs- und Beschwerdeinstanz zuständig.

## Instanzenzug
Dem Landgericht direkt übergeordnet ist das Oberlandesgericht Karlsruhe, diesem übergeordnet der Bundesgerichtshof, ebenfalls in Karlsruhe.
Untergeordnet sind die Amtsgerichte Heidelberg, Sinsheim und Wiesloch.

## Geschichte

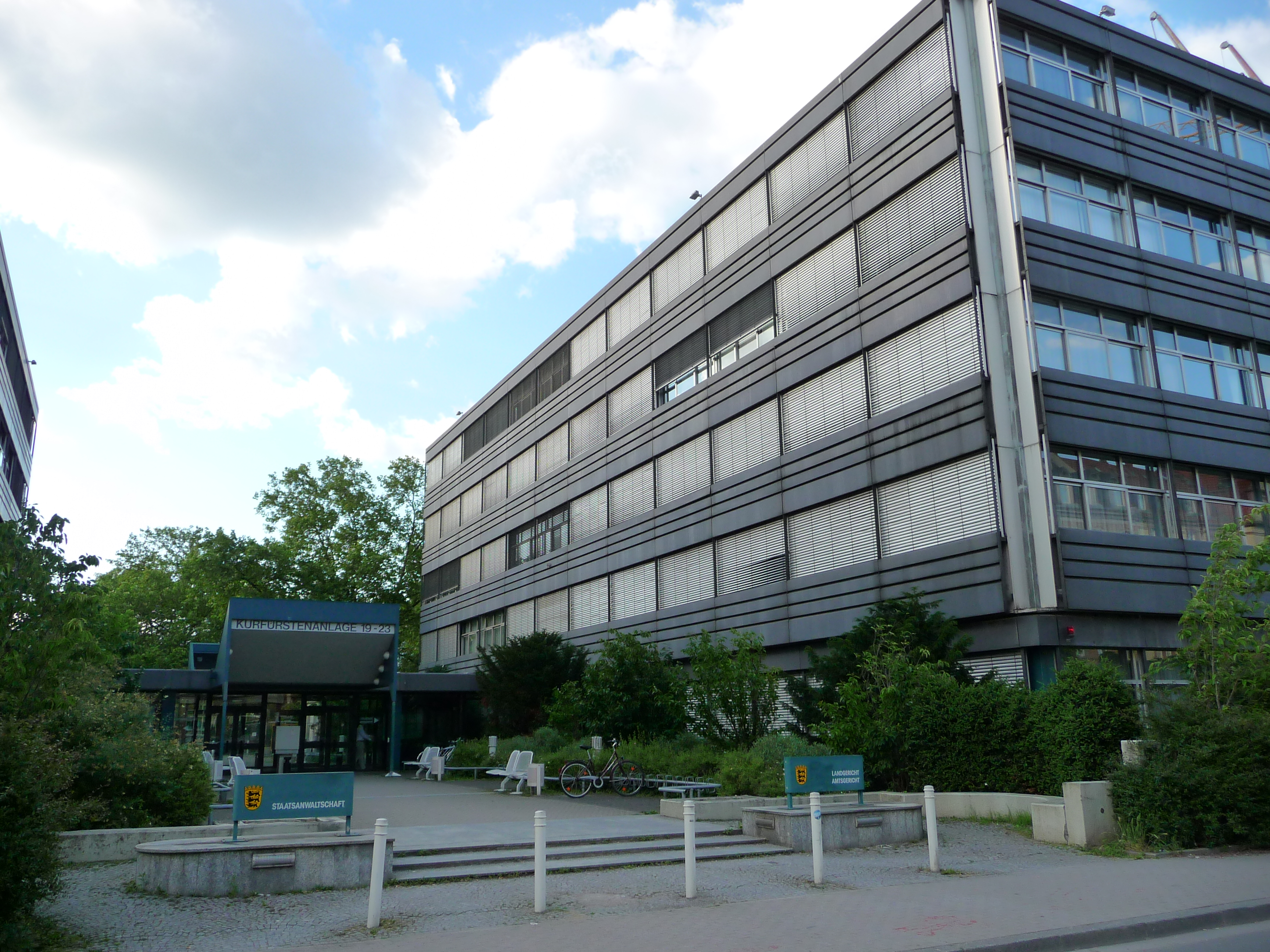
Justizgebäude Kurfürstenanlage, 1968–2010

In badischer Zeit war für den Heidelberger Raum das Hofgericht Mannheim zuständig. 1864 erhielt Heidelberg ein Kreisgericht, das die Amtsgerichte Eppingen, Heidelberg, Neckargemünd, Neckarbischofsheim, Sinsheim und Wiesloch umfasste. Bereits 1872 wurde das Kreisgericht Heidelberg aus Kostengründen wieder abgeschafft, womit erneut das Kreis- und Hofgericht Mannheim, ab 1879 Landgericht Mannheim, zuständig war. Nach Initiative von Stadt und Universität Heidelberg wurde schließlich am 1. Mai 1899 das Landgericht Heidelberg gegründet. In den 1970er Jahren wurden die ehemals eigenständigen Amtsgerichte Eberbach und Neckarbischofsheim aufgelöst. Für ihre ehemaligen Bezirke ist jedoch das Landgericht Heidelberg weiterhin zuständig.
Zu Beginn war das Landgericht in der Seminarstraße untergebracht. In dem 1846–48 nach Plänen des Architekten Ludwig Lendorff errichteten Gebäude, einem ursprünglich dreigeschossigen palastartigen Sandsteinbau im Stil der toskanischen Frührenaissance, der 1899 und 1905 erweitert und umgebaut und 1950–53 aufgestockt wurde, waren auch das Amtsgericht und die Staatsanwaltschaft untergebracht.
Wegen des größer gewordenen Raumbedarfs wurde in den Jahren 1966–68 ein neuer Gebäudekomplex in der Kurfürstenanlage 17–23 errichtet. Zwischen 1968 und 2011 hatten Land- und Amtsgericht sowie die Staatsanwaltschaft Heidelberg dort ihren Sitz. 2011 erfolgte der Umzug in das neue Behördenzentrum Heidelberg, ebenfalls in der Kurfürstenanlage. Die alten Gebäude wurden abgerissen.